# جک اسمیت (بازیکن فوتبال، زاده ۱۹۱۵)
جک اسمیت (انگلیسی: Jack Smith; ۷ فوریهٔ ۱۹۱۵ – ۲۱ آوریل ۱۹۷۵) بازیکن فوتبال اهل بریتانیا بود.
از باشگاه‌هایی که در آن بازی کرده‌بود می‌توان به باشگاه فوتبال مکلسفیلد تاون، باشگاه فوتبال منچستر یونایتد، باشگاه فوتبال هادرزفیلد تاون، باشگاه فوتبال نیوکاسل یونایتد، باشگاه فوتبال کونگلتون تاون، و باشگاه فوتبال پورت ویل اشاره کرد.